# Mizushima Shingo
Shingo Mizushima (sinh ngày 27 tháng 5 năm 1978) là một cầu thủ bóng đá người Nhật Bản.

## Sự nghiệp câu lạc bộ
Shingo Mizushima đã từng chơi cho Oita Trinita.